# نزابیلیتسه
نزابیلیتسه (به چکی: Nezabylice) یک منطقهٔ مسکونی در جمهوری چک است که در ناحیه خوموتوو واقع شده‌است. نزابیلیتسه ۶٫۶۹ کیلومتر مربع مساحت و ۲۰۴ نفر جمعیت دارد و ۲۷۰ متر بالاتر از سطح دریا واقع شده‌است.